# Petrichus corticinus
Petrichus corticinus là một loài nhện trong họ Philodromidae.
Loài này thuộc chi Petrichus. Petrichus corticinus được Cândido Firmino de Mello-Leitão miêu tả năm 1944.